# Mithridates I Callinicus
Mithridates I Callinicus av Kommagene, död 70 f.Kr., var regerande kung av Kommagene mellan 109 f.Kr. och 70 f.Kr.